# آل تشيسلاف
عائلة تشيسلافو أو تشيسلاوو (بالصينية المبسطة: 赤孜拉妩؛ بالبينيين: Chì Zī Lā Wǔ) هي عائلة من قومية الدونغشيانغ الصينية ذات جذور تاريخية وأصل جغرافي مشهور في مقاطعة قانسو، برزت العائلة خلال القرن التاسع عشر من خلال نشاطها الديني والإغاثي، ثم في القرن العشرين من خلال نشاطها العسكري والسياسي والتعليمي، كما أسهم بعض أفرادها في المجالات الأكاديمية والإدارية والرياضية.

## الأصل والجغرافيا
يرجع أصل آل تشيسلاوو إلى السارتا الذين جاؤوا مع البطل المغولي تشيلاوو من عشيرة سولدوس وقبيلة تايتشيوت- وهو أحد الأبطال الأربعة لجنكيز خان- واستقروا في قرية تشيتان (池滩沟) التي تحيط بها الجبال من جميع الجهات، ومعروفة تاريخيًا باسم تشيسيلافو (赤孜拉妩)، ضمن منطقة فينغشان شيانغ 风山乡 في جنوب شرق مقاطعة دونغشيانغ 东乡 -حاليًا ضمن محافظة قانسو- شمال غرب الصين، وهي كذلك محل قبر الداعية محيي الدين الشريف الذي جاء مع الإمام حمزة في القرن الرابع عشر، ونسخة القرآن الكريم الذي جاء به وُجدت عام 2009م، تم تقييمها من قبل خبراء من الصين وبريطانيا واليابان وتوصلوا إلى أنها كتبت في الفترة ما بين القرن التاسع والقرن الحادي عشر ميلاديا، وحُفظت في أحد المتاحف المحلية، يعتقد البعض أن أصل العائلة يرجع إلى محيي الدين الشريف لكن هذا غير مثبت.
بعد قيام جمهورية الصين الشعبية هاجر بعض أفرادها إلى المملكة العربية السعودية وتايوان، واستقروا هناك وحصلوا على الجنسية، وبقي معظم أفراد الأسرة في الصين.

## معنى تشيسيلافو
اشتهر بين أهل قانسو، وتواتر عن أهل دونغشيانغ أنه لقب مركب من اسمين: اسم ذكر وهو تشيسي، واسم أنثى وهو (لافو/لاوو)، وهما زوجان.

### أسطورة الفارس تشيسي والشجاعة لاوو
وفقًا للروايات الشعبية، كانت منطقة تشيتان في الماضي بحيرة واسعة ذات مياه صافية تُعرف باسم ناؤور (淖尔) -ويعني حرفيًا بلغة دونغشيانغ: البحيرة-، على المنحدر الغربي لهذه البحيرة كان هناك قرية صغيرة تضم عائلة لديها ابنة وحيدة تُدعى لاوو، كانت فتاة ذكية وجميلة ومجتهدة، تُتقن الزراعة ورعي الأغنام والخياطة.
كانت محاصيلها وفيرة، وأغنامها صحيحة، وأعمالها اليدوية متميزة، حيث كانت تخيط ملابس رائعة وتنسج أقمشة ناعمة تشبه ريش البجع، كان والداها المسنَّان يحبانها ويرفضان عروض الزواج من النبلاء والأثرياء، قائلين إن القرار يعود إليها.
في إحدى الصباحات بينما كانت لاوو ترعى أغنامها، وصل شاب وسيم وشجاع يُدعى تشيسي من مكان بعيد، كان تشيسي يمتطي جوادًا، يحمل قوسًا وسهامًا، ويصطحب صقرًا على ذراعه.
اقترب من لاوو وأظهر مهاراته بإطلاق صقره ليصطاد أرنبين، ثم أسقط ثلاثة إوزات بريّة بسهامه، لكن لاوو لم تُبدِ إعجابًا، وظلت صامتة، عندما هاجم ذئب قطيع الأغنام، طارده تشيسي وقتله بسرعة، لكن لاوو لم تُبدِ سوى نظرة سريعة وغامضة قبل أن تعود إلى منزلها، معتقدًا أن لاوو قد تُفضل رجلاً يُتقن الفلاحة قرر تشيسي العمل في منزل عائلتها.
في الربيع، حرث تسعة وتسعين هكتارًا من الأراضي، وفي الصيف حصد آلاف الحزم من القمح
على الرغم من إعجاب والدي لاوو به، ظلت لاوو صامتة، تنظر إليه بعينيها اللتين تتحدثان بصمت، وفي أحد الأيام، بينما كانت لاوو تذهب لجلب الماء من البحيرة، سألها تشيسي مباشرة عما إذا كانت ترغب في الزواج منه.
ردت لاوو بتحدٍ قائلة إنها ستقبله إذا جعل شجرة الصنوبر والصفصاف تتحدثان معه في نفس الوقت، فكر تشيسي مليًا، ثم صنع آلة موسيقية تقليدية لدونغشيانغ تُعرف باسم ميمي (咪咪)، باستخدام أنابيب الخيزران وقطع من أغصان الصفصاف.
عندما عزف على الميمي تحت ضوء القمر على ضفاف بحيرة ناؤور(淖尔)، أنتجت أصواتًا ساحرة وغنَّى أغنية تعبر عن حبه للاوو، تأثرت لاوو بذكائه وصدقه، فقبلته وعاشا معًا بسعادة.
لكن المأساة حلت قريبًا؛ كانت بحيرة ناؤور (淖尔) موطنًا لروح شريرة تُعرف باسم ماوسومو ياشي (毛速木恶魑)، وهو كائن مخيف بسبعة رؤوس ومخالب حديدية، كان السكان المحليون يقدمون القرابين سنويًا لتهدئته خوفًا من غضبه الذي قد يدمر محاصيلهم أو يجرف الناس إلى البحيرة.
ذات يوم، طلب ماوسومو ياشي أن تكون لاوو زوجة له مهددًا بتدمير المنطقة إذا لم يُنفذ طلبه خلال ثلاثة أيام، قرر تشيسي مواجهة الوحش، مسلحًا بقوسه وصقره ونبله، تحدى الروح الشريرة، بعد معركة شرسة، طعن تشيسي الوحش في قلبه لكنه سقط في البحيرة بسبب الإرهاق.
في تلك الأثناء عاد الصقر الجريح إلى لاوو ومات عند قدميها، أدركت لاوو المأساة وبكت بحزن، وفجأة هبت ريح سوداء حملتها إلى البحيرة، حيث تحول تشكَّل الوحش ماوسومو ياشي الجريح على صورة شاب وسيم وحاول إغراء لاوو بالزواج منه، رفضت لاوو قائلة إنه قد يأخذ جسدها لكنه لن يملك قلبها، فكرت لاوو حينها بخطة للانتقام، فتظاهرت لاوو بالاهتمام بجرس سحري عرضه الوحش لها، والذي كان يتحكم في مياه البحيرة.
عندما أخبرها الوحش أن هز الجرس سيؤدي إلى فيضان البحيرة، استولت عليه لاوو وهزته، فانفجرت المياه وتدفقت عبر الممرات إلى نهر تاو ثم إلى النهر الأصفر وصولاً إلى بحر الصين الشرقي، جرفت السيول الوحش، لكن لاوو اختفت بدورها ولم يُر لها أثر.
بعد أن جفت البحيرة، تحول قاعها إلى سهل خصب يُعرف اليوم باسم تشيتان أو تشيسيلاوو تان، تكريمًا وتخليدًا للفارس تشيسي والشجاعة لاوو.
أصبحت الأرض مكانًا مزدهرًا للزراعة، ويُحيي سكان دونغشيانغ ذكرى هذين البطلين من خلال هذه الأسطورة.

## شجرة النسب

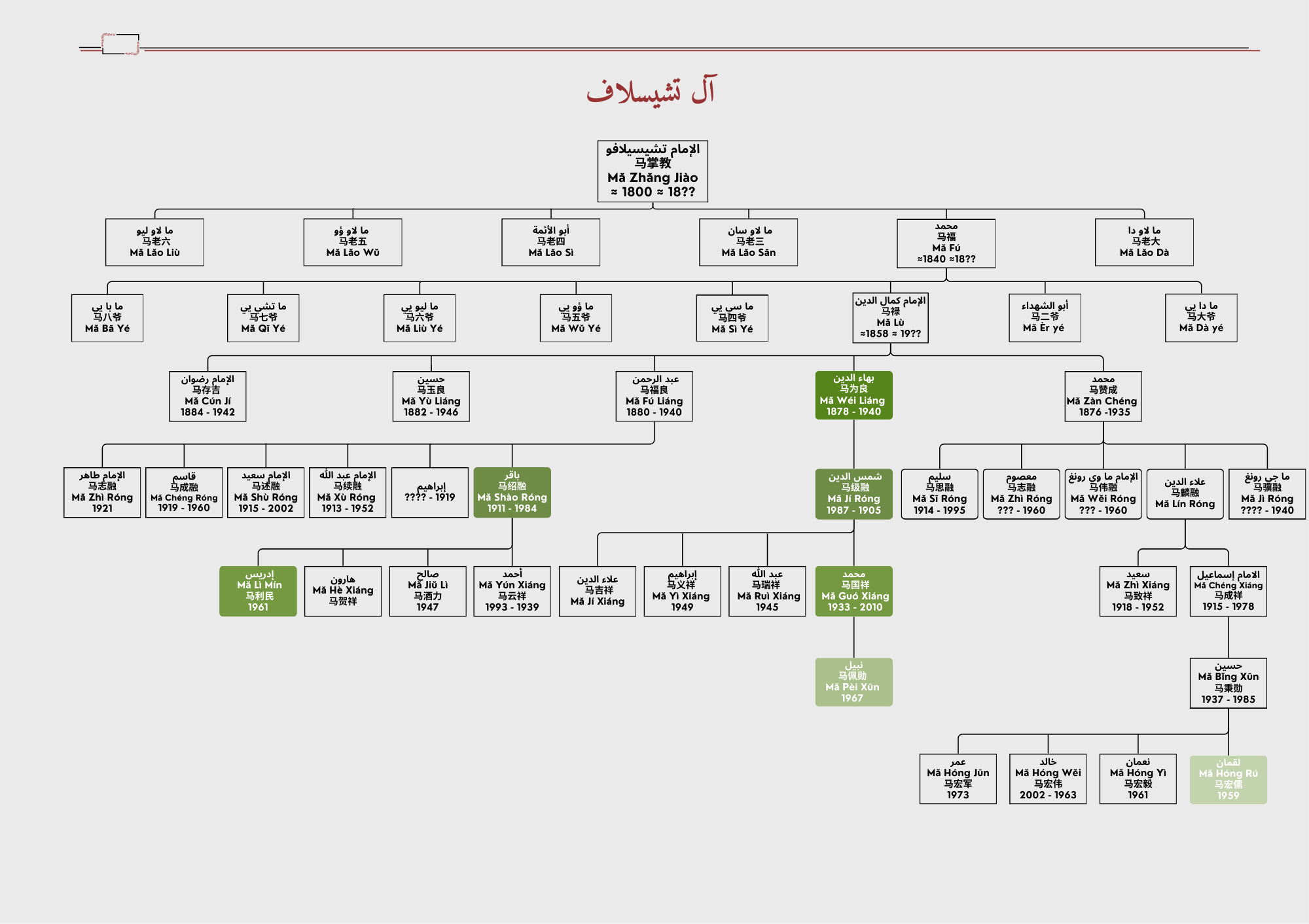
شجرة نسب ضمت أبرز أفراد عائلة تشيسيلافو، قدمها إلي ابن نبيل بطلبي الخاص.

## الإسهامات الدينية والإجتماعية
كان تشيسيلافو -الجد الأكبر- للعائلة عمدة المنطقة ورئيس هيئة العلماء في دونغشيانغ، عُرف بنفوذه الديني ومواعظه وتدريسه.

### جفاف 1840
لما وقع الجفاف في دونغشيانغ عام 1840 تبنى تشيسيلافو الأيتام وأنفق عليهم حتى كبروا وزوجهم، وفي نفس ذلك العام توفيت زوجته الأولى فتزوج زوجته الثانية ما وو تينغ (Mǎ Wō Tíng)، وأنجبت له ستة أبناء من بينهم محمد (马福).

### ثورات (1862-1874)
لكثرة الثورات في تلك الفترة والجفاف مات الكثير من الناس وخلفوا أولادهم الأيتام وزوجاتهم، فسعى محمد (马福) في كفالة الأيتام وتزويج الأرامل.

### الحروب وسقوط الإمبراطورية (1874-1912)
كانت هذه الفترة منعدمة الاستقرار كثيرة الحروب، فانتشر الجفاف وقطاع الطرق وانعدمت المحاصيل ، فكان كمال الدين بن محمد بن تشيسيلافو يتصدق بالحبوب المخزنة لفقراء المنطقة وآوى الضحايا ولم يأخذ على ذلك شيئًا، وخرج في الناس فخطب خطبته الشهيرة:
ألا إن العشيرة لا تُبنى بالنَّسب وحده، ألا إن المرء لا يسمو بغير الأدبِ، وإن يكن ذا حَسَبٍ أو نَسَبِ، فلا يُفرّقنَّ أحدكم بين القريب والبعيد، بل كلّ من كان من عشيرتكم فهو منكم، كالقلب من الجسد، والروح من النفس.
أكرِموا كبيركُم، وعلِّموا صغيركُم، واكفُلوا يتيمكُم، أحسنوا إليه حتى يكبر ويُزوَّج، ويملك رزقه، ويقيم بيته.
واقسموا الأرض بينكم بالعدلِ المقيمِ، لا تظلموا فتقعوا في الذلِّ الأثيمِ، وكونوا كالجسدِ الواحدِ السليمِ: يُحبُّ الأخُ أخاهُ حبًّا نقيًّا، ويعذرُ الرفيقُ رفيقَهُ عذرًا رَضِيًّا، وتتعاهدون على الصدقِ صِدقًا أبيًّا، والودِّ ودًّا صفيًّا، والحفاظِ على العشيرةِ حفاظًا وَفِيًّا.
لا تهجروا أقاربَكم هجرًا قبيحًا، وصِلوا أصحابَ آبائكم وصلاً صحيحًا، وكونوا في الشدائدِ صفًّا عظيمًا، واجتمعوا اجتماعًا كريمًا، وتناصحوا نصحًا حكيمًا، لا يتخلّفنَّ أحدُكم عن أخيهِ تخلّفًا ذميمًا، ولا يستكبرنَّ بعضُكم على بعضٍ استكبارًا لئيمًا.
كونوا على دينِكم صادقينَ أتقياء، وفي بيوتِكم متآلفينَ أصفياء، ولعشيرتِكم حافظينَ أولياء، لا تفرّقوا بين قريبٍ ولا بعيدٍ، ولا بين غنيٍّ ولا فقيرٍ.
فمن سَلِمَ من الوباءِ أبواهُ، فليبادرْ بالبرِّ برًّا جزيلاً، قبلَ أن يُغيّبهما الموتُ غيابًا طويلاً، ومن فَقَدَ والداهُ فقدًا أليمًا، فليُكرمْ ذكراهما إكرامًا نبيلاً، وليُخلّصْ لهما الدعاءَ دعاءً كثيرًا، وليُكثرْ من الترحّمِ عليهما ترحّمًا جميلاً.
وبعد استقرار الحال منحته السلطات لافتة: (ثابت على الحق)، وانتخبه الناس عمدةً للمنطقة، واجتاز الامتحانات الإمبراطورية وحصل على رتبة وو شيو تساي (武秀才) العسكرية.

### أحداث عام 1929م والمجاعة
في عام 1929م، شهدت مناطق قانسو اضطرابات عسكرية ومجاعة شديدة نتيجة اندلاع الحروب وارتفاع أسعار الحبوب، وخلال تلك الفترة تعرضت القرى -ومنها القرى التي تقطنها عائلة تشيسيلافو- لهجمات من قوات عُرفت محليًا باسم "محاربي الرأس الأسود" أو "جنود البوابة"، وأسفرت المواجهات عن سقوط عدد كبير من الضحايا بين السكان المحليين، وخاصة من النساء والأطفال وكبار السن، كما أُبيدت فروع من العائلة في تلك الأحداث.
أدت المجاعة إلى ارتفاع أسعار الحبوب بشكل كبير، إذ ارتفع سعر الدوّ من ثلاثة أو أربعة يوانات فضية إلى عشرة يوانات في فترة قصيرة، حينها قام محمد بن كمال الدين بن محمد التشيسلافي بتنظيم جهود إغاثة عبر توزيع الحبوب المخزنة على الأسر المحتاجة، ومنع بيعها على المقتدرين بأسعار مرتفعة، وقد ساهم أبناء العائلة وأبناء عمومتهم في هذه الجهود، فانتشرت سمعة العائلة في المنطقة بوصفها من الأسر التي ساعدت الفقراء وساهمت في التخفيف من آثار المجاعة.

### ليالي الشتاء
كان بهاء الدين ما ويليانغ يرتقي جبلًا في ليالي الشتاء القارسة ويتفقد البيوت، فإذا رأى دارًا لا يتصاعد منها دخان النار، أرسل عبيده بالطعام والحطب إليها؛ إذ كان الناس يشعلون الحطب في الليالي الباردة إلا الفقراء، فكان هذا الفعل أصل تسميته بـ眉山، أو مجازيا:«الجبل الجميل»، رمزًا لإحسانه من فوق الجبل، وانتسبت ذريته جميعًا إلى هذا اللقب، آل ميشه.

### الاهتمام بالقرآن
تعرّف بهاء الدين ما ويليانغ خلال رحلة الحج التي قام بها مع ما لين على شاب من الحجاز -من آل الدبور- عُرف بحسن تلاوته للقرآن الكريم وتمكنه من العلوم الدينية، فدعاه بهاء الدين للقدوم إلى الصين حتى يعمل معلمًا ومربيًا للصغار ومذكرًا للكبار، فاستجاب لدعوته وانتقل معه إلى الصين حيث أُسكن في قصره.
مع مرور الوقت ذاع صيته بين السكان المحليين، فازدادت أعداد الطلبة الذين يقصدونه لتلقي التعليم الديني، وبرز أثره في نشر تلاوة القرآن والأحاديث النبوية والأوراد الشرعية، وزوّجه بهاء الدين إحدى فتيات قصره تكريمًا له، ليؤسس بيتًا عُرف بالعلم والصلاح.
تشير بعض الروايات كذلك إلى أن هذا الشاب قُتل لاحقًا خلال أحداث الثورة الثقافية في الصين، ويُنظر إليه محليًا بوصفه من الشهداء، أما ذريته فقد التم شملهم مع إخوة أبيهم واستعادوا جنسيتهم السعودية وهم مستقرون اليوم في المدينة المنورة.

## الإسهامات العسكرية
خلال الحرب الصينية-اليابانية الثانية (1937-1945) ، شارك أفراد العائلة مثل سالم التشيسلافي الذي قاد الفوج الثاني في لواء ما بياو وساهم في معارك مثل هوايانغ (1937) وووهي (1940) ، وبهاء الدين ما ويليانغ قاد القوات في مضيق شيانغتانغ وقائد حامية لينشيا، بينما قاد شمس الدين ما جي رونغ اللواء الثاني للفرقة التاسعة في تشينغهاي، وساهم في هزيمة سون ديان ينغ في نينغشيا، وباقر ما شاو رونغ شغل مناصب عسكرية مثل نائب قائد لواء وقائد كتيبة الإمداد في تشينغهاي، وحسين ما فوليانغ قاد كتيبة الدوريات البحرية في نينغهاي، بينما قاد أبو بكر ما هاي رو لواء في تشينغهاي، وعلي ما شوي رونغ قاد كتيبة الفرسان الثانية، وسعيد ما تجي رونغ شغل منصب رئيس أركان اللواء الأول، وحسين ما جيشان كان المساعد الأول للجنرال ما بياو.

### الحرب الصينية اليابانية الثانية
شارك جميع العسركيين المعاصرين للحرب من الأسرة مثل شمس الدين ما جي رونغ وبهاء الدين ما ويليانغ، وكذلك سالم بن محمد بن كمال الدين التشيسلافي، الذي التحق بالجيش في سن صغيرة، وتدرج في المناصب حتى أصبح قائدًا، وخلال الحرب الصينية اليابانية، تولّى قيادة الفوج الثاني من لواء ما بياو، وحصل على رتبة عقيد، شارك في عدة معارك في مقاطعتي خنان وآنهوي، وكان له دور بارز في العمليات ضد الجيش الياباني.
في سبتمبر 1937، كانت فرقة الفرسان الأولى تضم ثلاثة ألوية، وتمركزت في شنشي تحت قيادة مقر شيآن الحربي، وقد شاركت هذه الألوية في معارك عدة، من بينها معركة هوايانغ، حيث لعب الفوج الثاني بقيادة سالم دورًا مهمًا، التي سحق فيها الصينيون اليابانيين.
في يوليو 1940، أعيد تنظيم فرقة الفرسان الأولى لتصبح الفرقة الثامنة للفرسان، وتولى ما بياو قيادتها، تمركزت هذه الفرقة في شمال آنهوي وخاضت عدة عمليات ضد القوات اليابانية وقوات "العملاء" المتعاونين معها، في سبتمبر 1940، نفذت الفرقة هجومًا على ضفة ووهي الشمالية وألحقت باليابانيين خسائر كبيرة، مما عزز سمعتها القتالية، وأصبحت إحدى أبرز وحدات المقاومة في شمال الصين.
وفي نفس العام اغتالت العصابات بهاء الدين ما ويليانغ وهو ساجد في أحد مساجد وانغجي في دونغشيانغ، واغتالت كذلك أخاه عبد الرحمن ما فوليانغ وابن أخيه أبا بكر ما هاي رو، مما أثار غضب الجنرال ما بوفانغ -كون بهاء الدين معلمه-، فأرسل فرقة للقضاء على من اغتاله ووقعت مجزرة مسجد وانقجي.
وبحلول عام 1942 اضطر ما بياو إلى التقاعد فخلفه قريبه مسلم ما بوكانغ في منصبه كقائد الفرقة الثامنة.
مع نهاية الحرب عام 1945 وانتصار الصين، شاركت الفرقة في تسلّم استسلام القوات اليابانية في شوشو، وحصل القائد ما بوفانغ على لقب "جنرال الخدمة الجليلة" تكريمًا لجهوده، وتقاعد سالم التشيسلافي بسبب المرض، وانتقل للعيش في مدينة غوانغ خه، كما عُيّن عضوًا في المؤتمر الاستشاري السياسي للشعب الصيني على مستوى المقاطعة. 

## الإسهامات التعليمية
برز بهاء الدين ما ويليانغ في تطوير التعليم في لينشيا، حيث حول جمعية ترقية التعليم الإسلامي إلى جمعية عامة عام 1930، وخصص ميزانية وأراضٍ لدعم المدارس الحديثة، كما ألغى نظام الكتاتيب التقليدية، وساهم في تعليم الفتيات، وحصل على لوحة شرف بعنوان "محب للتعليم" من حكومة قانسو. 

## الإسهامات الرياضية
حقق ما هونغ رو إنجازات بارزة في الرماية، حيث فاز بذهبية بطولة آسيا للرماية عام 1987 وحطم أرقامًا قياسية آسيوية، كما درّب أبطالًا عالميين مثل سون تشي، التي فازت بذهبيتين في بطولة العالم للشباب (2002، 2003) ، وما لين، بطلة الصين في المسدس الرياضي. 

## الإسهامات السياسية والإدارية
شغل باقر ما شاو رونغ مناصب مثل رئيس بلدية شينينغ ومدير مكتب الملح في تشينغهاي واشتهر بنزاهته بلقب "عالي الخُلق ونزيه اليد"، وشمس الدين ما جي رونغ شغل منصب رئيس مكتب الشؤون المدنية في تشينغهاي وحاكمًا مؤقتًا لقانسو، وعثمان ما شياو رونغ كان نائب قائد أمن قانسو، وحسين ما كهشان ومحسن ما مينغشون شاركا في المؤتمر الاستشاري السياسي في غوانغخه وقانسو، وهارون ما بيشون شغل منصب رئيس بلدة يوكونوينج في يينينغ، وعلي ما شوي رونغ كان محافظ شينينغ.

## الإسهامات الأكاديمية والمهنية
إبراهيم ما ييشان أدار عدة مستشفيات كبرى في السعودية، وعلاء الدين ما جيشان أدار محطة توليد الطاقة في المسجد الحرام، وطاهر ما كهشون تخصص في دراسة العرقيات وشغل مناصب أكاديمية وثقافية، ونبيل محمد ميشه برز كطبيب متخصص في الأشعة الطبية، حيث فاز بجائزة المركز الأول في مؤتمر الكونغرس الأوروبي للأشعة عام 2013 لبحثه عن التأثيرات النفسية للتعرض للمجالات المغناطيسية، كما ساهم في مشروع مدينة جامعة أم القرى الطبية ضمن رؤية السعودية 2030، وألف كتابًا بعنوان المرشد في سوق الأسهم السعودية (2006).

## الإسهامات الدولية
بعد قيام جمهورية الصين الشعبية عام 1949، هاجر أفراد من العائلة إلى المملكة العربية السعودية وتايوان، ومنهم محمد ماكوشان الذي شغل مناصب دبلوماسية وتجارية في السعودية، بما في ذلك رئاسة مؤسسة تجارية للمسلمين ومستشار في لجنة شؤون المغتربين وعضو في البرلمان التشريعي التايواني.

## الإسهامات الاقتصادية
إسماعيل ما يينغشان أسس شركات مثل هونغيوان للتجارة وهنغتشانغ للصوف، وساهم في قطاع الجلود والأقفال، وإبراهيم ما جينغ نينغ شغل منصب رئيس نقابة العمال في شركة دونغلايشون للمطاعم. عبد الله ما رويشان برز كرجل أعمال سعودي.

## الإرث الثقافي

### أسطورة تشيسي ولافو
ترتبط العائلة بأسطورة تشيسيلاوو، التي وثقها الباحث ما تسيشيانغ وآخرون، والتي تُعد رمزًا للشجاعة والتضحية في ثقافة دونغشيانغ.

### المثل الشعبي: رأس اللص مشتعل بالنار
يُنسب إلى كمال الدين مثل شعبي يرتبط في منطقة دونغشيانغ يقول: "رأس اللص مشتعل بالنار"، ويُستخدم للدلالة على أن المذنب يفضح نفسه دون قصد، وتستند رواية المثل إلى حادثة وقعت في أواخر العهد الإمبراطوري حين كان يمرّ طريق البريد من لانتشو إلى لينشيا عبر دونغشيانغ، فيُحكى أن أحد سعاة البريد تعرضت طروده ورسائله للسرقة أثناء مبيته في إحدى القرى، فاستُدعي الزعيم المحلي كمال الدين التشيسلافي للتحقيق. وخلال اجتماع عام، اختلط كمال الدين بالحاضرين وصاح: "رأس اللص يشتعل بالنار!"، فالتفت الناس إلى رجل كان يلمس رأسه بارتباك، فاعتُبر ذلك دليلاً على تورطه وكُشف أمره، ومنذ ذلك الحين شاع المثل وأصبح يُضرب للدلالة على أن الجريمة لا تُخفى وأن المذنب يكشف نفسه بنفسه.

## إحصائيات
بلغ عدد أفراد الأسرة حسب آخر إحصائية عام 2014م، 1417فردًا، وتقسيمهم على أوجه:

### باعتبار الجنس
بلغ عدد الذكور ١٠٠٩ ذكر ، أما الإناث ٤٠٨ أنثى من أصل ١٤١٧ فرد.

### باعتبار الفروع المتفرعة من الأبناء الستة لتشيسيلافو
- بلغ عدد أفراد الفرع الأول ما لاو دا: ٧٣ فرد، ٥٩ ذكر و١٤ أنثى.
- بلغ عدد أفراد الفرع الثاني: .محمد 马福: ٨٧٦ فرد، ٥٥٨ ذكر و٣١٨ أنثى.
- ليس للجد الثالث ما لاو سان ذرية.
- بلغ عدد أفراد الفرع الرابع ما لاو سي: ٣٤٣ فرد، ٣٠٩ ذكر و٣٤ أنثى.
- بلغ عدد أفراد الفرع الخامس ما لاو وو: ١٠٦ فرد، ٦٤ ذكر و٤٢ أنثى.
- بلغ عدد أفراد الفرع الأصغر ما لاو ليو: ١٢ فرد، جميعهم ذكور وبدون أي إناث.[1][10]

## أبرز أفراد العائلة
- تشيسيلافو الجد الأكبر للعائلة رئيس هيئة العلماء في دونغشيانغ.
- كمال الدين الحائز على مرتبة وو شيو تساي (武秀才) الإمبراطورية المرموقة.

- بهاء الدين ما ويليانغ.
- حسين ما فوليانغ المعروف بلقب: القبطان الرابع، وقائد كتيبة الدوريات البحرية في نينغهاي.
- سالم ما سيرونغ قائد الفوج الثاني من لواء الجنرال ما بياو.
- شمس الدين ما جي رونغ.
- باقر ما شاورونغ.
- سعيد ما شورونغ قائد فرقة أمن لينشيا ومعتكف مسجد العباس في الطائف.
- أبو بكر ما هاي رو قائد لواء الفرقة الثانية في الجيش المركزي لمقاطعة تشينغهاي بقيادة ما بوفانغ.
- علي ما شوي رونغ قائد لواء كتيبة الفرسان الثانية ومحافظ شينينغ.
- عثمان ما شياو رونغ نائب قائد أمن مقاطعة قانسو.
- سعيد ما تجي رونغ رئيس أركان اللواء الأول في جيش الأمن.
- محمد ماكوشان.
- عبد الله ما رويشان رجل أعمال.
- إبراهيم ما ييشان مدير مستشفى الشميسي بالرياض ومستشفى الملك فهد بالهفوف ومستشفى الملك عبد العزيز بالرياض ومستشفى الملك خالد بالرياض ومستشفى أُحد بالمدينة المنورة ومستشفى الملك عبد العزيز ومركز الأورام بجدة إلى تقاعده.
- علاء الدين ما جيشان مدير محطة توليد الطاقة المركزية في المسجد الحرام.
- حسين ما كهشان عضو اللجنة الدائمة للمؤتمر الاستشاري السياسي في غوانغخه.
- إسماعيل ما يينغشان مدير مصنع يينيغ للجلود ورئيس مؤسس لشركة هونغيوان للتجارة والصناعة، ورئيس مؤسس لشركة هنغتشانغ للصوف، ورئيس مؤسس لشركة يينينغ للأقفال.
- حسين ما جيشان المساعد الأول للجنرال ما بياو.
- محسن ما مينغشون عضو في اللجنة الاستشارية السياسية للشعب الصيني.
- طاهر ما كهشون متخصص في دراسة العرقيات في الصين مدير مكتب أبحاث التعليم الاقتصادي التابع لمكتب الدراسات العرقية الإقليمي، وكان نائبًا للأمين العام لجمعية اقتصاد الأقليات العرقية في غاندو، وجمعية كُتاب الأقليات العرقية في قانسو، ومديرًا لمكتب الاتصال بالعمل الاقتصادي الصيني في الخارج بمقاطعة قانسو، ومديرًا للجنة إدارة مسجد شيجوان الكبير في لانتشو، وعضوًا في منطقة تشنغ قوان في المؤتمر الاستشاري السياسي للشعب الصيني رقم ٣٤٥، وعضوًا في المؤتمر الاستشاري السياسي لمقاطعة قانسو في دورته السابعة، وعضوًا في لجنة المعلومات الثقافية والتاريخية في نانجوان لينشيا.
- ما ليمين.
- نبيل ميشه.
- هارون ما بيشون رئيس بلدة يوكونوينج، في مقاطعة يينينغ.
- إبراهيم ما جينغ نينغ رئيس نقابة العمال في شركة دونغلايشون للمطاعم.
- ما هونغ رو.

## بحوث عن العائلة
- 东乡赤斯拉务家族谱، للمؤلف: 马克勋.

- تراجم الأسلاف وأنساب آل تشيسلاف، للمؤلف: 马万新